# Morkovice
Morkovice (německy Morkowitz) jsou část města Morkovice-Slížany v okrese Kroměříž. Nachází se na severovýchodě Morkovic-Slížan. Prochází zde silnice II/433. Je zde evidováno 817 adres. Trvale zde žije 2437 obyvatel.
Morkovice je také název katastrálního území o rozloze 15,17 km2.

## Název
Základem jména vesnice bylo osobní jméno Morek nejistého původu (možná domácká podoba německého jména Moritz). Výchozí podoba Morkovici byla pojmenováním obyvatel vsi a znamenala "Morkovi lidé".

## Historie
První písemná zmínka o obci pochází z roku 1222.
V roce 1909 byla do Morkovic přivedena lokální železnice, roku 1998 byla zrušena.
V roce 2019 byla dostavena nová radnice na ulici Náměstí, a rekonstrukcí prošla také sokolovna na ulici Sokolská.

## Obyvatelstvo

### Struktura
Vývoj počtu obyvatel za celou obec i za jeho jednotlivé části uvádí tabulka níže, ve které se zobrazuje i příslušnost jednotlivých částí k obci či následné odtržení.
| Místní části   | Místní části   | 1869 | 1880 | 1890 | 1900 | 1910 | 1921 | 1930 | 1950 | 1961 | 1970 | 1980 | 1991 | 2001 | 2011 |
| -------------- | -------------- | ---- | ---- | ---- | ---- | ---- | ---- | ---- | ---- | ---- | ---- | ---- | ---- | ---- | ---- |
| Počet obyvatel | část Morkovice | 1441 | 1620 | 1742 | 1912 | 2049 | 2218 | 2358 | 2056 | 2239 | 2103 | 2331 | 2357 | 2437 | 2476 |
| Počet domů     | část Morkovice | 220  | 238  | 275  | 294  | 338  | 390  | 470  | 526  | 668  | 542  | 586  | 687  | 699  | 752  |

## Pamětihodnosti
- Kostel svatého Jana Křtitele
- Zámek s parkem
- Socha sv. Floriána
- Socha sv. Jana Nepomuckého
- Pranýř
- hrob Marie Tylové

## Významní rodáci
- František Derka (1876-1940), ř. k. kněz, vysvěcen 1901, farář, děkan, konzistorní rada, kanovník kapituly v Kroměříži, žurnalista, politik

- Theodor Martinec (1909–1989), profesor mikrobiologie, rektor Masarykovy univerzity (1959–1969), předseda Společnosti pro Moravu a Slezsko (1968–1969)

## Další fotografie

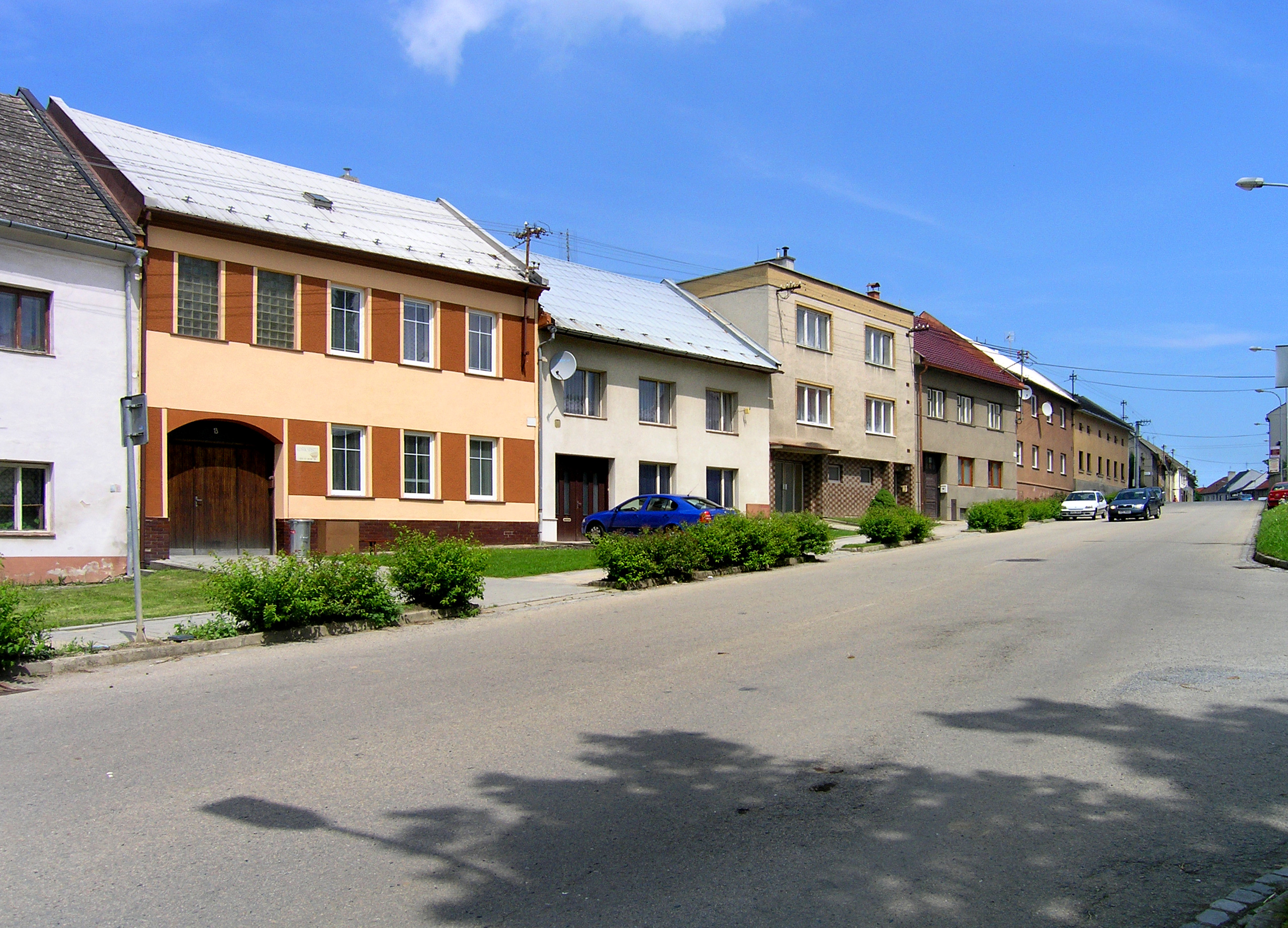
Nádražní ulice (nádraží však už v Morkovicích dlouho není)
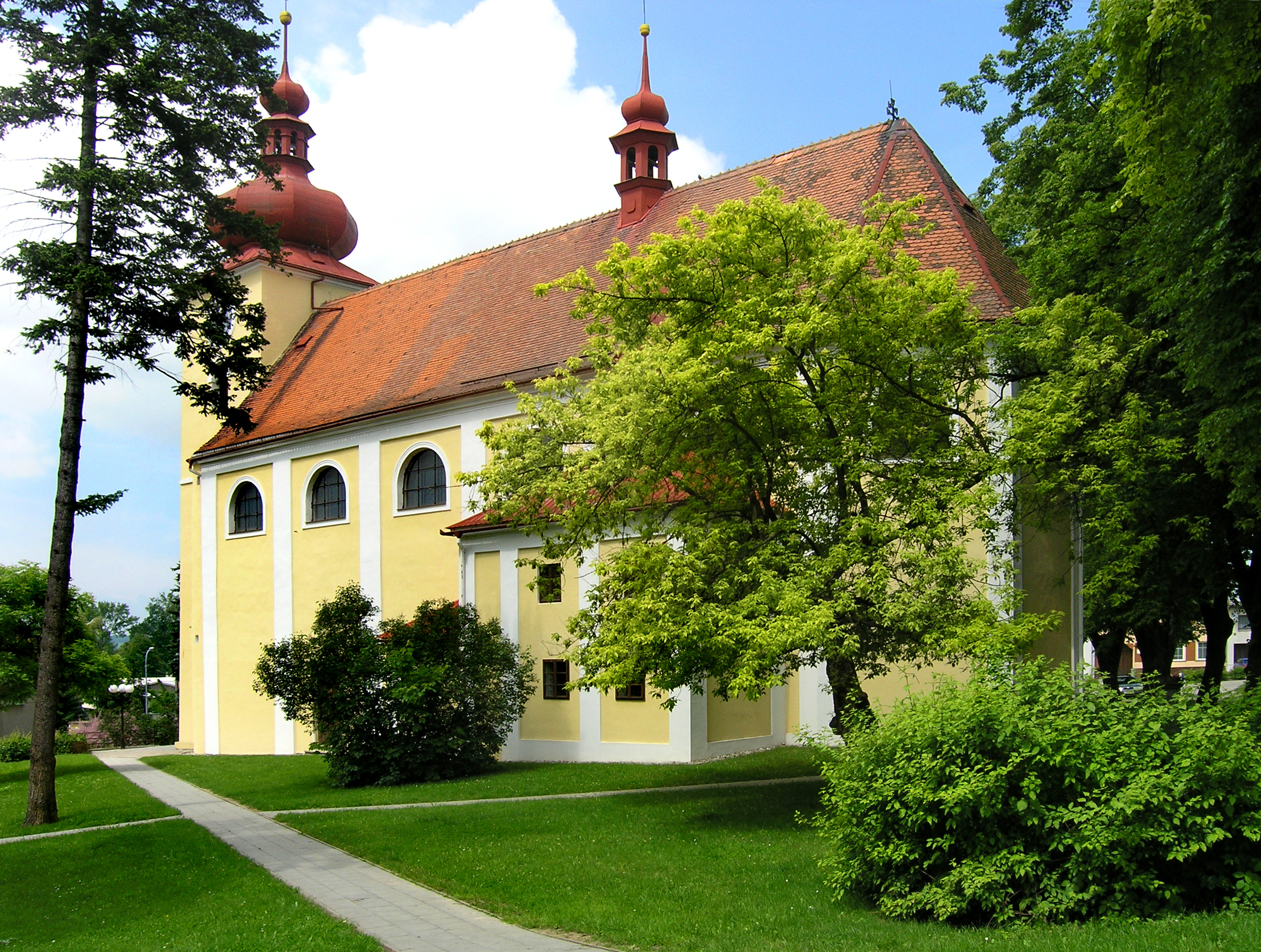
Kostel sv. Jana Křtitele
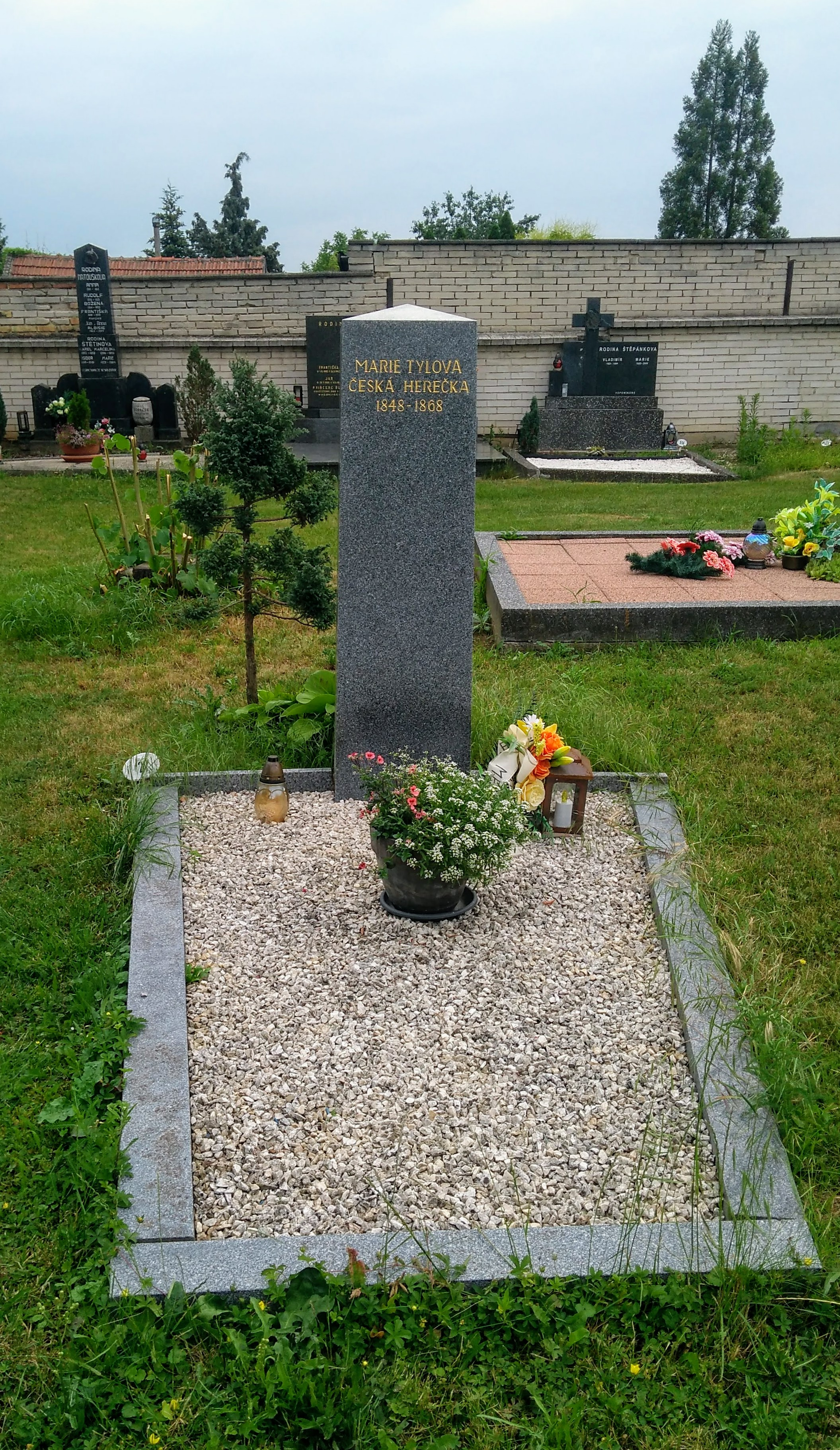
Hrob Marie Tylové dcery Josefa Kajetána Tyla